# Entrée fictive
Une entrée fictive est une entrée délibérément incorrecte dans un ouvrage de référence comme un dictionnaire, une encyclopédie, une carte, etc. Dans ces ouvrages, les entrées tirent d'ordinaire leur origine d'une source externe fiable, mais aucune source n'existe pour une entrée fictive.

## Noms
En anglais, les entrées fictives sont parfois appelées Mountweazel, terme créé par le New Yorker à partir d'une entrée biographique fictive de l'édition 1975 de la Columbia Encyclopedia. Le copyright trap (littéralement « piège à copyright ») est un élément imaginaire volontairement introduit dans la fabrication d'un ouvrage ou d'une carte dans le but de détecter les plagiats ou les atteintes au droit d'auteur qui seraient commis ultérieurement.
Un autre terme, nihilartikel, combine le latin nihil (« rien ») et l'allemand Artikel (« article »).

## Motivations
Les canulars mis à part, une entrée fictive peut être introduite pour détecter les atteintes au droit d'auteur. En introduisant une information fausse dans un ouvrage, il est plus facile de mettre en évidence un plagiat si cette entrée est copiée avec le reste. Ce motif est admis dans la préface de l'édition 1964 des tables mathématiques de Chambers Harrap (en) : « those [errors] that are known to exist form an uncomfortable trap for any would-be plagiarist » (« ces [erreurs] connues composent un piège inconfortable pour un aspirant plagiaire »). De façon similaire, on peut trouver des trap streets (littéralement « rues pièges ») sur une carte ou des numéros inventés dans un annuaire téléphonique. Elles ne peuvent toutefois pas forcément constituer une preuve suffisante de plagiat.
Une contrefaçon, destinée à induire le lecteur en erreur, n'est en général pas perçue comme une entrée fictive.

## Exemples

### Sources officielles
La plupart des listes de membres du Bundestag comprennent l'homme politique fictif Jakob Maria Mierscheid, qui serait un membre du parlement depuis 1979. Parmi ses activités, il aurait contribué à un important symposium à Francfort sur le pou des pierres (en), un animal tout aussi fictif.

### Travaux de référence
L'ouvrage allemand Der neue Pauly, Enzyklopaedie der Antike inclut une entrée fictive : la description d'un sport romain, l’apopudobalia, qui ressemble au football moderne.
L’Appletons' Cyclopædia of American Biography (1887–1889) contient environ 200 entrées fictives.
Zzxjoanw est la dernière entrée de Music Lovers' Encyclopedia, par Rupert Hughes ; introduite en 1903, elle reste présente dans les éditions suivantes jusque dans les années 1950. Identifiée comme un mot maori pour « tambour », il est prouvé par la suite qu'il s'agit d'un canular (le mot est suspect car le maori n'utilise pas les lettres j, x et z).
En 1975, la New Columbia Encyclopedia contient l'entrée fictive Lillian Virginia Mountweazel. Sa biographie prétend qu'il s'agit d'une conceptrice de fontaine et une photographe, connue pour Flags Up!, une collection de photographies des boîtes aux lettres de l'Amérique rurale. Elle serait née à Bangs, Ohio, en 1942 et morte en 1973 dans une explosion alors qu'elle travaille pour le magazine Combustibles. Mountweazel est le sujet d'une exposition à Dublin, Irlande, en mars 2009 examinant sa vie et ses œuvres fictives.
En 1980, la première édition du New Grove Dictionary of Music and Musicians contient deux entrées fictives : Guglielmo Baldini, un compositeur italien, et Dag Henrik Esrum-Hellerup, qui aurait composé pour la flûte. le nom d'Esrum-Hellerup dérive d'un village de la banlieue de Copenhague. Ces entrées ne sont pas présentes dans les éditions suivantes, ainsi que dans les rééditions de l'édition de 1980.
En août 2005, le New Oxford American Dictionary (en) reçoit une couverture médiatique quand une fuite révèle que sa seconde édition contient au moins une entrée fictive. Il s'agit du mot « esquivalience », défini comme « l'évitement obstiné de ses responsabilités officielles », qui est ajoutée dès l'édition de 2001. Il s'agit d'un piège à plagiat intentionnel, le texte du livre étant distribué électroniquement et ainsi facile à copier.
L'encyclopédie médicale allemande Pschyrembel Klinisches Wörterbuch contient l'entrée Steinlaus (pou des pierres (en)), un animal mangeant la roche. Son nom scientifique, Petrophaga lorioti, fait mention implicite de son origine : une création de l'humoriste Loriot. Supprimée en 1996, elle fait son retour l'année suivante à la suite des protestations des lecteurs, avec une section additionnelle portant sur le rôle de l'animal dans la chute du mur de Berlin.
Parmi les ouvrages de Joel Whitburn sur les hits parades, on trouve que la version de The Song of Love de Ralph Marterie (en) culmine à la 84e place pour la semaine se terminant le 26 décembre 1955. Toutefois, Billboard n'a pas publié cette semaine-là et Marterie n'a jamais enregistré cette chanson. Dans sa compilation des hits du Billboard's Rock, Whitburn inclut la chanson fictive Drag You Down, du groupe The Cysterz, tout aussi fictif. Dans les hits de Billboard, Ready 'N Steady (en) du groupe D.A. apparaît dans les Bubbling Under Hot 100 Singles pendant trois semaines en 1979 ; Whitburn passe trois décennies à chercher une copie du disque avant de conclure qu'il n'existe pas. Le seul groupe qui aurait pu l'enregistrer, DA!, basé à Chicago et actif à cette époque, dément avoir chanté cette chanson.

### Cartes
Les entrées fictives sur des cartes sont appelées de diverses manières : lieu-dit fantôme (en), trap street, ville de papier, folie de cartographe, etc.
En 1978, les villes fictives de Goblu et Beatosu (en), dans l'Ohio, ont été insérées dans la carte officielle du Michigan, un clin d'œil à l'université du Michigan et à sa rivale traditionnelle, l'université d'État de l'Ohio.
La ville d'Agloe, inventée par des cartographes, a finalement été identifiée à un vrai lieu par l'administration du comté car un bâtiment, l'Agloe General Store, a été érigé à son emplacement fictif. Cette « ville » est évoquée dans le roman La Face cachée de Margo de John Green.
Néanmoins, dans la littérature la « ville de papier » demeure souvent un effort d'imagination de l'auteur. Il s'agit d'innover, ou d'adapter le réel aux besoins du scénario.
Mount Richard, un sommet américain fictif de la ligne continentale de partage des eaux, est présent sur plusieurs cartes locales au début des années 1970. On suppose qu'il s'agit d'une création du dessinateur Richard Ciacci. Cette fiction reste ignorée pendant deux ans.
En 2001, au Royaume-Uni, l'Ordnance Survey obtient un règlement à l'amiable de 20 millions de livres sur un conflit l'opposant à l'Automobile Association après que cette dernière a reproduit du contenu des cartes de la première sur ses propres cartes. L'Ordnance Survey dément toutefois avoir introduit des « erreurs délibérées » sur ses cartes, affirmant avoir identifié le plagiat par des ressemblances stylistiques comme la taille des routes.
La ville anglaise fictive d'Argleton est étudiée par Steve Punt (en) dans un épisode de Punt P.I, programme de BBC Radio 4.

### Divers
Le livre du paléontologue australien Tim Flannery, Astonishing Animals, écrit en collaboration avec le peintre Peter Schouten (en), décrit certains des animaux les plus étonnants. Il met en garde qu'un de ces animaux est le produit de leur imagination, à charge pour le lecteur de déterminer lequel.
Chaque numéro du catalogue de Teknikmagasinet (en) contient un produit fictif et donne lieu à un concours ; la meilleure suggestion de la personne l'ayant détecté est incluse dans l'édition suivante.
À l'été 2008, l'institut météorologique public slovaque, SHMÚ, soupçonne qu'un service commercial concurrent, meteo.sk, détourne ses données, suspicion aggravée lorsque après une panne de trois heures du site de SHMÚ, celui de meteo.sk n'est pas mis à jour. Le 7 août 2008, SHMÚ altère délibérément la température à Chopok de 9,5 °C à 1 °C. Après peu de temps, cette température apparaît également sur le site concurrent.
En 2010, Google prétend que ses résultats de recherche pour une faute d'orthographe sur tarsorrhaphie (en) commencent à apparaître sur Bing. En conséquence, Google fabrique des résultats de recherche où une centaine de requêtes comme « delhipublicschool40 chdjob » ou « juegosdeben1ogrande » retournent vers une même page sans aucun lien. Neuf de ces faux résultats sont observés par la suite chez Bing,,.

### Fiction
Dans Tlön, Uqbar, Orbis Tertius de Jorge Luis Borges, une entrée encyclopédique sur le pays mystérieux d'Uqbar conduit le narrateur à la région de Tlön, tout aussi imaginaire.
Les entrées fictives jouent un rôle central dans un roman de John Green, La Face cachée de Margo.